# Georges-Victor Demautort
Georges-Victor de Mautort, dit Demautort, né le 19 avril 1746 à Abbeville et mort le 28 septembre 1817 à Paris, est un notaire et un administrateur français, qui fut l'un des premiers régents de la Banque de France.

## Biographie
Fils d'Anne-Magdelaine Baranger et de Pierre-Louis de Mautort, marchand à Abbeville, Georges-Victor de Mautort devient notaire au Châtelet de Paris en décembre 1774.
Le 8 septembre 1773 à Vernouillet, il épouse Marie-Jeanne-Françoise Laffillard d'Offroy, dont il aura huit enfants, dont deux qui survécurent.
Dans le cadre de l'Assemblée constituante, il devient électeur et est élu président du district de la Jussienne en 1789, puis administrateur au Conseil constitutionnel du département de Paris le 10 février 1791 et membre du Comité du contentieux des contributions le 15 novembre 1791 : il démissionne de toutes ses fonctions après le 12 juillet 1792.
C'est à l'étude de maître Demautort à Paris (il a changé son nom au moment de la Révolution) que sont déposés en décembre 1799 les statuts de la future Banque de France.
Le 13 février 1800, il est nommé régent de la Banque de France, il occupe le 4e fauteuil. Il quitte ses fonctions le 17 octobre suivant.
Il ferme en février 1805 son étude notariale, installée rue Vivienne.
Il se remarie le 24 décembre 1807 avec la fille d'un négociant établi à Metz, Barbe Mahut, dont descendance.
Il meurt au 6 rue Favart en 1817.
Issu de son premier mariage, son fils Ange-Hermenegilde-Victorin (1776 - après 1830), fait baron de Mautort de La Cressonnière sous Charles X, fut nommé payeur au Trésor Royal en 1814, puis élu maire du 6e Arrondissement de Paris de 1826 à 1830.